# 哈吉·阿卜杜勒·卡迪尔
哈吉·阿卜杜勒·卡迪尔（普什圖語：‎；1951年—2002年7月6日）是阿富汗反对塔利班的北方联盟的领导人。哈吉·阿卜杜勒·卡迪尔原为苏阿战争期间的伊斯兰党领袖，后任楠格哈尔省省长、阿富汗副總統兼公共工程部长。2002年7月6日，哈米德·卡尔扎伊遭到暗杀   。他是反苏和北方联盟指挥官阿卜杜勒·哈克的哥哥，后者于2001年底被塔利班处决。